# Bruno Oger
Pour les articles homonymes, voir Oger.
 (juin 2011).
Si vous disposez d'ouvrages ou d'articles de référence ou si vous connaissez des sites web de qualité traitant du thème abordé ici, merci de compléter l'article en donnant les références utiles à sa vérifiabilité et en les liant à la section « Notes et références ».
Bruno Oger, né le 9 mai 1966 à Lorient, est un cuisinier français. 
Il dirige la Bastide Bruno Oger, au Cannet, Côte d'Azur. L'établissement est composé d'un restaurant gastronomique 2 étoiles au Guide Michelin, La Villa Archange, d'une brasserie de chefs ayant obtenu un BIB Gourmand, Le Bistrot des Anges, et de l'Ange Bar.

## Biographie
Bruno Oger est né 9 mai 1966 dans le Morbihan. Passionné par la cuisine depuis l’âge de 12 ans, il décide d’en faire son futur métier, et se promet de travailler un jour dans un restaurant trois étoiles du Guide Michelin.
En 1983, il obtient son CAP puis son BEP de cuisine au lycée hôtelier de Dinard en Bretagne.
Âgé de 21 ans, il décroche dans la même journée deux entretiens avec deux des plus grands chefs français : Paul Bocuse et Georges Blanc.
Il honorera alors la promesse qu’il s’était faite et choisira de travailler avec Georges Blanc dans son prestigieux restaurant 3 étoiles de Vonnas, en Bresse. 
En 1989, Georges Blanc lui propose de le représenter et d’orchestrer les cuisines du Normandy, un des restaurants de l’Hôtel Oriental de Bangkok (un des plus beaux palaces du monde). C’est comme cela qu’à 23 ans, Bruno Oger dirigea une équipe de 15 cuisiniers. En 1993, il vient retrouver Georges Blanc en qualité de chef exécutif.
En 1995, il est recruté pour diriger les cuisines d’un palace à Cannes sur la Croisette. C’est le jour de son 29e anniversaire et la veille de l’ouverture du Festival de Cannes qu’il inaugurera le restaurant « La Villa des Lys », haut lieu de gastronomie pour les fins gourmets.
En 1997, il décroche une première étoile au Guide Michelin. Trois ans plus tard, le Chef obtient la note de 18/20 et, est élu Meilleur Cuisinier de l'Année par le guide gastronomique Gault-Millau.
Le 16 mai 2003, il reçoit la médaille de Chevalier des Arts et Lettres, des mains de Jean-Jacques Aillagon, ministre de la Culture et de la Communication.
En 2005, il décroche une seconde étoile au Guide Michelin.
Il a réalisé les  dîners officiels des 50e et 60e anniversaires du Festival de Cannes.
Le 16 mai 2009, il pose la première pierre de son projet au Cannet, Côte d'Azur, en présence de Michèle Tabarot, député-maire du Cannet et du sous-préfet, Claude Serra, dans le cadre enchanteur de La Villa Notre Dame des Anges.
Le 7 mai 2010, la Bastide Bruno Oger est inaugurée en présence de Georges Blanc et Anne-Sophie Pic, parrain et marraine de l'établissement.
Le 28 février 2011, seulement 10 mois après l’inauguration, il obtient 2 étoiles pour La Villa Archange, restaurant gastronomique. 
Le Bistrot des Anges, quant à lui, est récompensé pour sa qualité, son authenticité à la française et fait son entrée dans le Guide Michelin – Les Bonnes Petites Tables – 2011.

## Récompenses
- 2011 : deux étoiles au Guide Michelin pour La Villa Archange, au Cannet ;
- 2011 : BIB Gourmand pour le Bistrot des Anges, au Cannet ;
- 2005 : seconde étoile au Guide Michelin pour le restaurant La Villa des Lys, à Cannes ;
- 2003 : chevalier des Arts et des Lettres ;
- 2000 : 18/20 et élu Meilleur Cuisinier de l'Année par le guide gastronomique Gault-Millau ;
- 1997 : première étoile au Guide Michelin pour le restaurant La Villa des Lys, à Cannes.